# Villafuerte
Villafuerte (également appelée Villafuerte de Esgueva) est une commune de la province de Valladolid dans la communauté autonome de Castille-et-León en Espagne.

## Sites et patrimoine
Les édifices et sites notables de la commune sont :
- Château de Villafuerte (es) ;
- Église de la Santísima Trinidad ;
- Chapelle de Nuestra Señora de Medianedo.

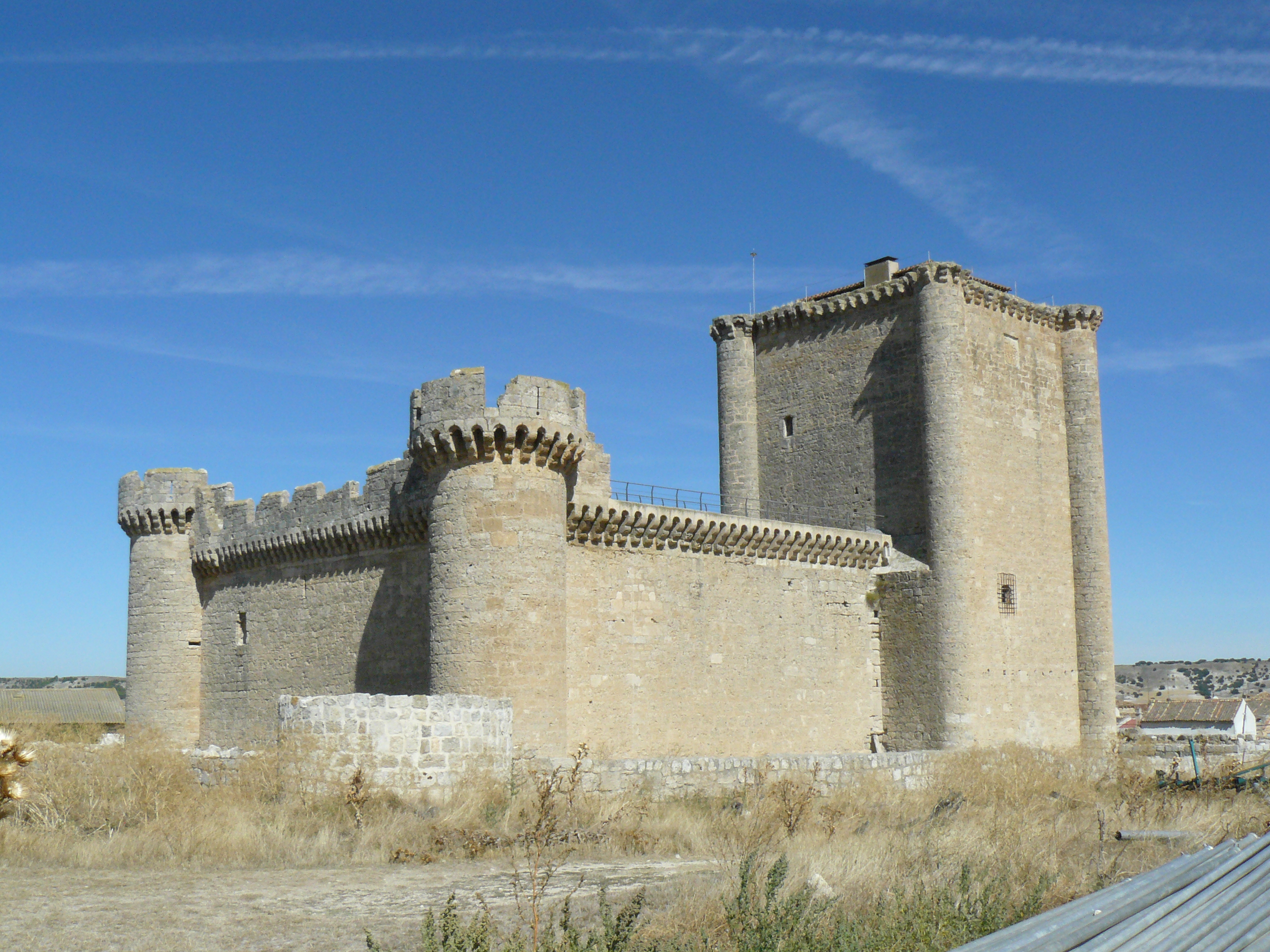
Château de Villafuerte.
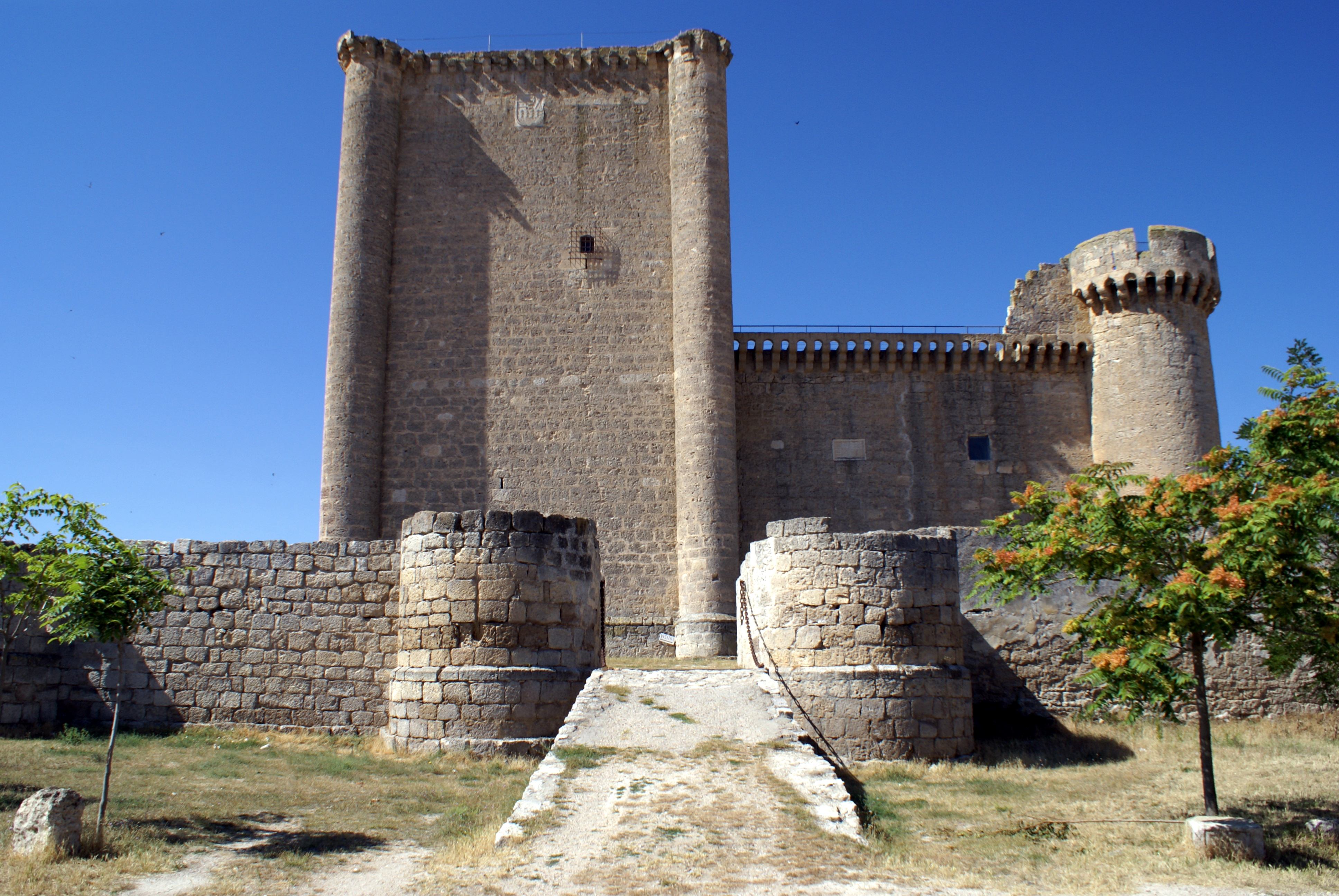
Château de Villafuerte.
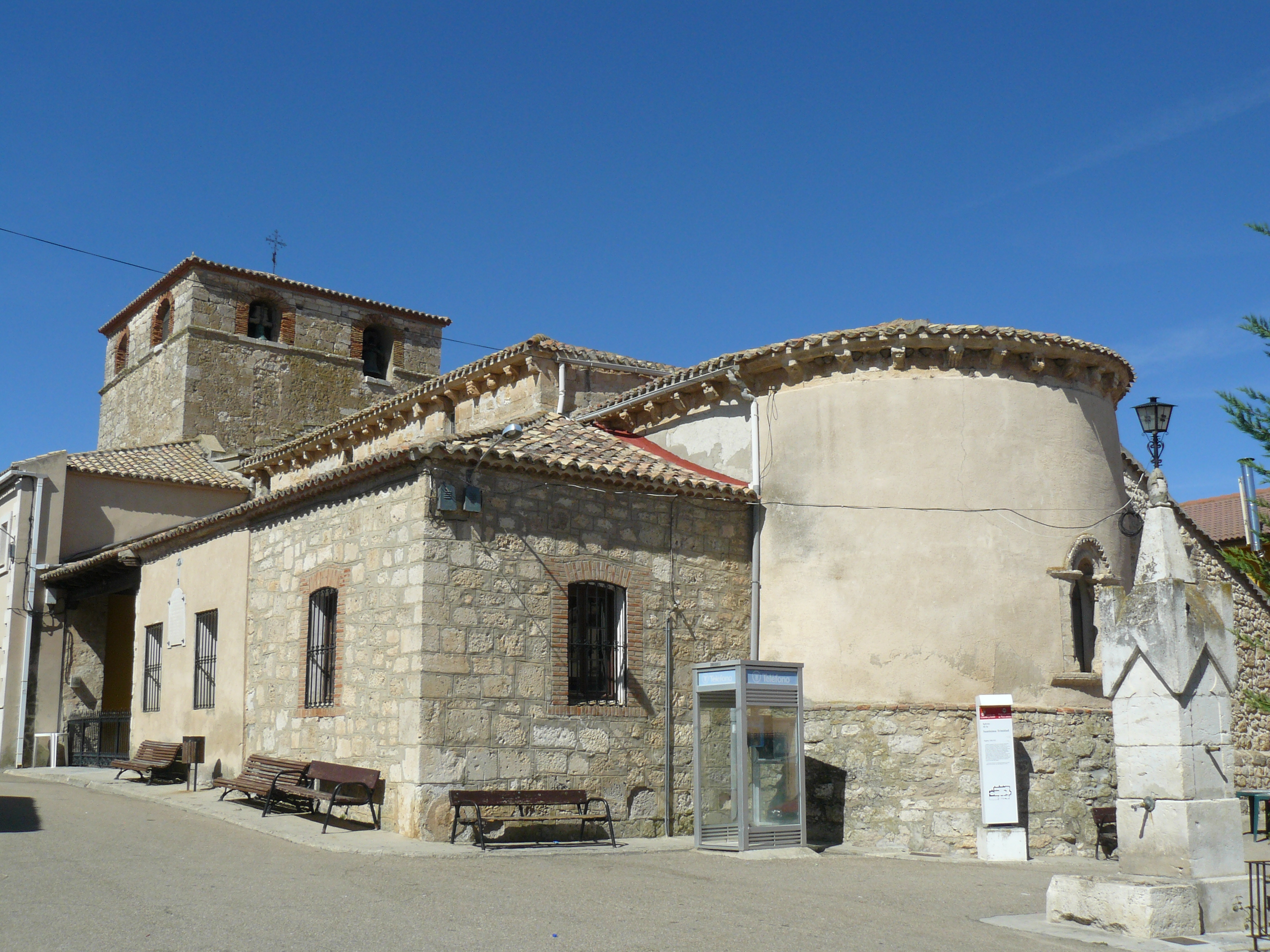
Église de la Santísima Trinidad.
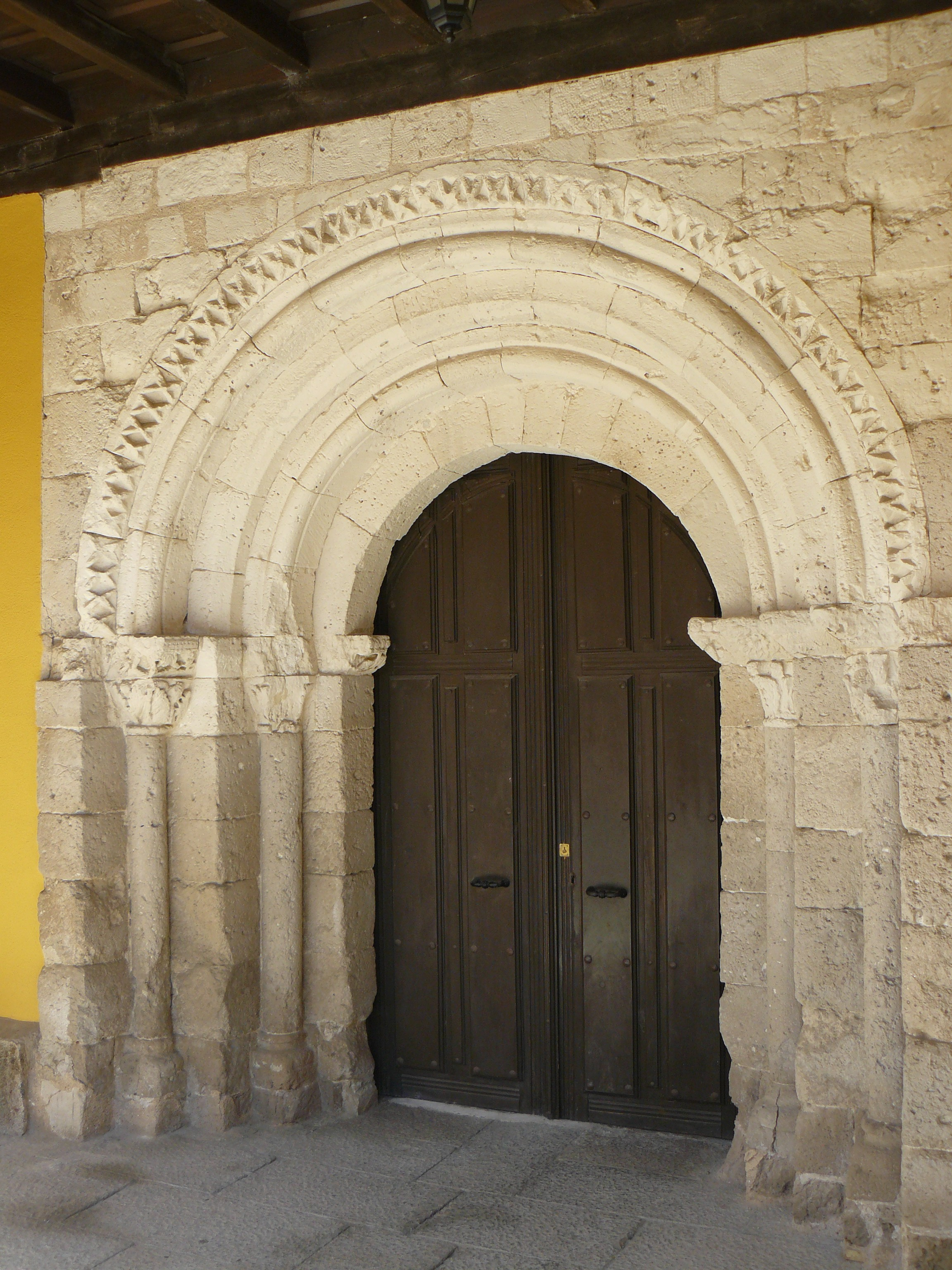
Église de la Santísima Trinidad.